# Aplosonyx nigriceps
Aplosonyx nigriceps (лат.) — вид жуков-листоедов рода Aplosonyx из подсемейства козявки (Galerucinae, Chrysomelidae). Распространен в Юго-Восточной Азии (Hubei, Sichuan, Китай). Мелкие жуки (длина тела около 5 мм). Этот вид можно отличить от других китайских видов по чёрной переднеспинке и надкрыльям с пятью чёрными пятнами на каждом: одно у основания возле щитика, пара в середине и апикально два пятна, которые соединены. Этот вид отличается от A. omeiensis чёрной головой и переднеспинкой, желтовато-коричневым брюшком и формой пятен на надкрыльях. Голова маленькая, лобные бугорки отчётливые, усики тонкие, доходят до середины каждого надкрылья, в целом три базальных антенномера блестящие, антенномер 2 самый короткий, антенномер 3 длиннее антенномера 2, антенномер 4 самый длинный и длиннее антенномеров 2 и 3 вместе взятых. Пронотум шире головы, почти в 2 раза шире её длины.